# Budynek Komunalnej Kasy Oszczędności Miasta Podgórza w Krakowie
Budynek Komunalnej Kasy Oszczędności Miasta Podgórza – zabytkowy budynek znajdujący się w Krakowie, w dzielnicy XIII Podgórze przy ulicy Józefińskiej 18, w Podgórzu.

## Historia
Secesyjny budynek powstał w 1910 roku, jako gmach główny Komunalnej Kasy Oszczędności Miasta Podgórza. Został zaprojektowany przez Antoniego Dostala.
Nad wejściem do budynku znajduje się płaskorzeźba „Oszczędność” autorstwa Pawła Turnusa, a w zwieńczeniu herb Miasta Podgórza. Podczas II wojny światowej budynek pełnił funkcję siedziby Żydowskiej Samopomocy Społecznej. W 1942 był miejscem selekcji mieszkańców getta przeprowadzonej przez gestapo.
22 marca 1993 budynek został wpisany do rejestru zabytków. Znajduje się także w gminnej ewidencji zabytków.